# Пятничная мечеть на Ихаванду
Пя́тничная мече́ть на Ихаванду — культовое сооружение суннизма, расположенное на острове Ихаванду, входящем в состав административно-территориальной единицы Тиладунмати Утурубури (мальд. ތިލަދުންމަތީ އުތުރުބުރި) на территории Мальдивской Республики.

## Архитектура
Возведена 16 декабря 1701 года, или 15 раджаба 1113 года по мусульманскому летосчислению, в период нахождения у власти султана Ибрагима Муджираддина (1701—1705 гг. н. э.). В состав архитектурного комплекса входят здание мечети, низких размеров минарет, восьмиугольный колодец, усыпальница и кладбище. Доступ в специально ограждённую мечеть осуществляется с трёх сторон. В состав самого здания мечети входят молитвенный зал и даала — своеобразная терраса, вход в которую производится через проёмы в трёх стенах, кроме четвёртой, в которой располагается примитивный михраб. Минбар находится в углу стены, прилежащей к четвёртой. В составе фундамента — блоки из коралла. Из последнего выполнены и стены. В основании крыши — балочные перекрытия, потолок тиковый. Подпорки не предусмотрены. Наибольший интерес представляют прекрасная резьба, крыльцо, резные деревянные двери, лакированные изречения, выполненные каллиграфическим почерком, убранство и отделка мечети, практически не имеющие аналогов за пределами Мале.
Минарет возведён из коралла, покрытого известью, в 1950-х годах в период расширения территории, занимаемой мечетью. К нему примыкают четыре крыльца. Первоначально отсутствовали уполномоченные, призывавшие на молитву, и эту функцию выполнял муэдзин, восходивший на одно из крылец минарета.
Вода из кораллового колодца до сих пор используется по назначению: для омовений и с целью утоления жажды.
Бо́льшую часть архитектурного комплекса занимает кладбище, в составе ряда могил которого — старинные надгробные плиты, выполненные из коралла, и мавзолей. На первых, находящихся в относительно хорошем состоянии, присутствуют резные изображения с довольно редко встречающимися узорами и датами по мусульманскому календарю. Покрытие полностью уничтожено. В числе лиц, похороненных на кладбище, выдающиеся личности, внёсшие серьёзный вклад в разгром португальских колонизаторов и приход к власти Мухаммеда Такуруфану, а также визири из династии Диямигили. Архитектор, руководивший строительными работами, похоронен в восточной части кладбища, непосредственно примыкающей к мечети.
Территория, занимаемая архитектурным сооружением в первоначальной его вариации и в нынешней, практически совпадает. Визуально различимы изначальное помещение, находящиеся в довольно неплохом состоянии, и впоследствии пристроенные.

## Историческая характеристика
Точная дата начала постройки сооружения неизвестна. Мечеть несёт на себе тугру султана Ибрагима Муджираддина. В период реставрации мечети, пришедшийся на 1950-е года, на месте крыши из кокосовых листьев появилась кровля из индийских керамических плиток. Расширению подверглась территория даалы, установлен рядджаали, или оконных переплётов. В 2005 году на месте керамических плиток появились металлические листы, увеличена в размерах даала за счёт раздвижки одной из периметральных стен и помещения алюминиевых окон. Появился керамический настил. Отверстие колодца облицовано нержавеющей сталью, способствующей укреплению коралловых балок.